# Villata
Villata (La Vilata in piemontese) è un comune italiano di 1 528 abitanti della provincia di Vercelli in Piemonte.

## Geografia fisica
Centro agricolo della pianura vercellese, è situato a breve distanza dalla riva sinistra del fiume Sesia, a 10,5 km nord di Vercelli. 

## Storia
Le origini di Villata sono antecedenti il XIII secolo se già nel 1225 si ha notizia di una Villanuova Casalegualonis, quindi di un aggregato di Casalvolone. La sua formazione è da attribuirsi al fatto che alcuni abitanti appartenenti al borgo dei "Casalgualone", stanchi delle continue scorrerie a cui erano soggetti per via della contesa di quel territorio tra Vercelli e Novara, avessero deciso di trasferirsi in una sede più tranquilla. In seguito il nuovo borgo prende il nome di Villata de Casalgualono (1315) e solo più tardi Villata.
Nella seconda metà del XIII secolo, per il progressivo aumento della popolazione, venne istituita la parrocchia di San Barnaba. Con l'erezione di Casalvolone a borgo franco (1223), i Casalgualone di Casalvolone, insieme ai Buronzo, altro ramo della stessa famiglia e proprietari in Villata, sottraggono le terre all'incolto per accrescere i loro poteri giurisdizionali ed esigere le decime ed assumono l'appellativo di "de la Villata". Inizia probabilmente la costruzione del castello, di cui si ha notizia in un documento del 1404, che proseguirà nel corso del XV secolo.
Fin dal 1335, e pur con alterne vicende, Villata veniva riconosciuta tra le località del vercellese appartenenti allo Stato Visconteo anche se politicamente la signoria restava alla famiglia degli Avogadro. Nel 1427 quando Vercelli, con il suo territorio e i suoi castelli, viene ceduta da Filippo Maria Visconti ad Amedeo VIII di Savoia, Villata resta esclusa dalla cessione e continua ad appartenere al Ducato di Milano ed è formalmente riconosciuta come comune autonomo.
Verso la metà del XVI secolo la signoria su Villata si consolida nelle mani dei Ferrero Fieschi, principi di Masserano, e a loro resterà fino al luglio del 1694 quando il feudo di Villata, così come quello di Casalvolone, viene venduto al giureconsulto avvocato Giovanni Battista Gibellini di Novara che ne manterrà i diritti fino alla abolizione dei privilegi feudali.
Sotto il governo francese Villata perde la propria autonomia e, per pochi anni è nuovamente aggregato al comune di Casalvolone. Con la restaurazione del 1814 ritorna infine comune autonomo della giudicatura di Borgo Vercelli.

### Simboli
(D.P.R. del 27 aprile 1994)

## Monumenti e luoghi d’interesse

### Il castello
Il castello di Villata ha le caratteristiche, di una grande costruzione fortificata a difesa dei raccolti e delle famiglie.
 L'impianto del castello è quadrilatero con un ingresso protetto da un'unica torre con merlatura di tipo guelfo ed una postierla sul lato opposto. La torre, con porta e postierla, era originariamente dotata di ponte levatoio, per varcare un fossato ora del tutto scomparso. L'insieme dell'edificio è ancora in buone condizioni.

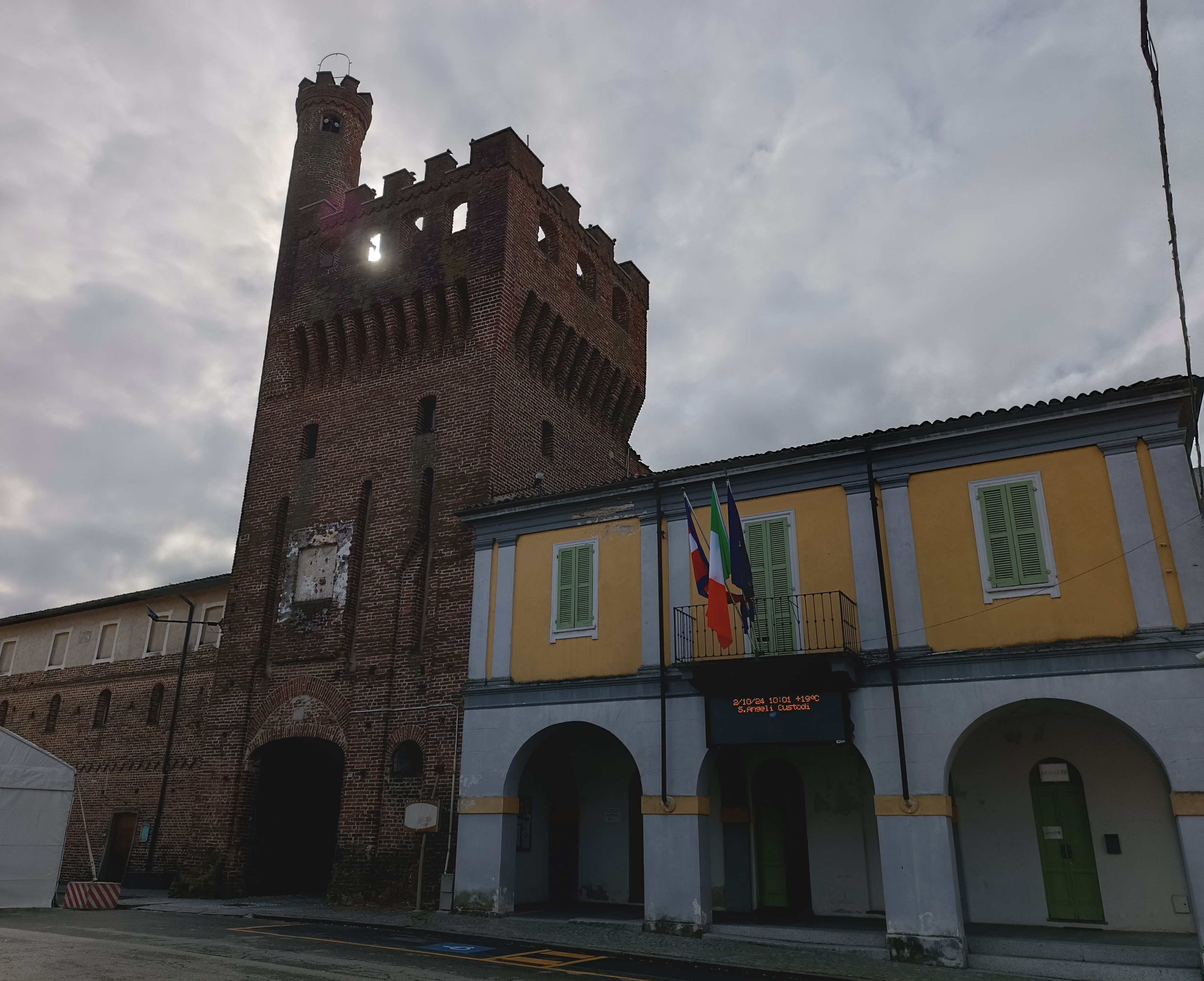
Il castello e il Municipio

## Società

### Evoluzione demografica
Negli ultimi settanta anni, a partire dal 1951, la popolazione residente è diminuita del 30 %.
Abitanti censiti

## Cultura

### Eventi
Il patrono di Villata è l'Apostolo San Barnaba. La festa patronale si celebra nell'ultima domenica di agosto benché il santo venga ricordato dalla liturgia l'11 giugno.

## Altre informazioni
Parte del comune di Villata è compresa nel Parco naturale delle Lame del Sesia.
Villata ha dato i natali a Carlo Allorio, vescovo di Pavia tra il 1942 ed il 1968.

## Geografia fisica
Il territorio comunale ha un'estensione complessiva di 14,37 km². Confina a nord con San Nazzaro Sesia (NO), a est con Casalvolone (NO), a sud-est con Borgo Vercelli, a sud con Vercelli, a sud-ovest con Caresanablot e ad ovest con Oldenico.